# Xysticus altitudinis
Xysticus altitudinis är en spindelart som beskrevs av Levy 1976. Xysticus altitudinis ingår i släktet Xysticus och familjen krabbspindlar.
Artens utbredningsområde är Israel. Inga underarter finns listade i Catalogue of Life.